# كيم يو هيون
كيم يو هيون هو ملاكم كوري جنوبي، مثّل بلاده في الألعاب الأولمبية الصيفية 1988.

## روابط خارجية
كيم يو هيون على موقع أوليمبيديا (الإنجليزية)